# Mai 2006 en sport
Cette page concerne l'actualité sportive du mois de mai 2006.

## Mardi2 mai
- Football : le Dynamo Kiev remporte la Coupe d'Ukraine en s'imposant 1-0 face au Tavria Simferopol.

## Mercredi3 mai
- Football :
  - Le FC Barcelone est champion d'Espagne.
  - Beşiktaş remporte la Coupe de Turquie en s'imposant 3-2 après prolongation en finale face à Fenerbahçe SK.

## Jeudi4 mai
- Football : Steve McClaren, manager de Middlesbrough FC, est nommé sélectionneur de l'équipe d'Angleterre. Il succèdera à Sven-Göran Eriksson après la Coupe du monde.

## Vendredi5 mai
- Hockey sur glace, championnat du monde :
  - Groupe A : Finlande 5-3 Slovénie ;
  - Groupe A : Lettonie 1-1 République tchèque;
  - Groupe D : États-Unis 3-1 Norvège;
  - Groupe D : Danemark 3-5 Canada.

## Samedi6 mai
- Cyclisme, Tour d'Italie : l'Italien Paolo Savoldelli remporte la première étape contre la montre du Giro et s'empare du maillot rose de leader du classement général.

- Football : le Bayern de Munich est champion d'Allemagne.

- Hockey sur glace, championnat du monde :
  - Groupe B : Suisse 3-1 Italie ;
  - Groupe B : Ukraine 2-4 Suède;
  - Groupe C : Biélorussie 2-1 Slovaquie;
  - Groupe C : Russie 10-1 Kazakhstan.

- Volley-ball : Paris Volley est champion de France masculin.

## Dimanche7 mai
- Automobile, Grand Prix automobile d'Europe de Formule 1 : l'Allemand Michael Schumacher remporte son 86e grand prix devant l'Espagnol Fernando Alonso.

- Basket-ball :
  - Le CJM Bourges Basket enlève la Coupe de France féminine face à l'Union Sportive Valenciennes Olympic (61-56).
  - La JAD Dijon enlève la Coupe de France masculine face à l'Entente Orléanaise 45 (66-58).

- Cyclisme, Tour d'Italie : l'Australien Robbie McEwen enlève au sprint la deuxième étape du Giro. L'Italien Paolo Savoldelli conserve le maillot rose de leader du classement général.

- Football : Arsenal FC fait ses adieux à son stade d'Highbury qui fut en usage pendant 93 ans (1913-2006). À l'occasion de ce match d'adieu à l'Arsenal Stadium, les Gunners se sont imposés 4-1 face à Wigan Athletic, Thierry Henry marquant trois fois.

- Hockey sur glace, championnat du monde :
  - Groupe A : République tchèque 5-4 Slovénie;
  - Groupe A : Finlande 5-0 Lettonie;
  - Groupe D : États-Unis 3-0 Danemark;
  - Groupe D : Canada 7-1 Norvège.

## Lundi8 mai
- Cyclisme, Tour d'Italie : l'Allemand Stefan Schumacher remporte la troisième étape du Giro et s'empare du maillot rose de leader du classement général.

- Hockey sur glace, championnat du monde :
  - Groupe B : Suisse 2-1 Ukraine ;
  - Groupe B : Italie 4-0 Suède;
  - Groupe C : Biélorussie 2-3 Russie ;
  - Groupe C : Slovaquie 6-0 Kazakhstan.

## Mardi9 mai
- Cyclisme, Tour d'Italie : l'Australien Robbie McEwen gagne la quatrième étape du Giro. L'Allemand Stefan Schumacher conserve le maillot rose de leader du classement général.

- Hockey sur glace, championnat du monde :
  - Groupe A : Lettonie 5-1 Slovénie;
  - Groupe A : Finlande 3-3 République tchèque;
  - Groupe D : Norvège 6-3 Danemark;
  - Groupe D : Canada 2-1 États-Unis.

## Mercredi10 mai
- Football, finale de la Coupe UEFA : Middlesbrough FC 0-4 FC Séville.

- Hockey sur glace, championnat du monde :
  - Groupe B : Italie 2-4 Ukraine ;
  - Groupe B : Suisse 4-4 Suède;
  - Groupe C : Slovaquie 3-4 Russie ;
  - Groupe C : Biélorussie 7-1 Kazakhstan.

## Jeudi11 mai
- Cyclisme, Tour d'Italie : l'équipe CSC enlève la cinquième étape du Giro qui se disputait en contre la montre par équipe. L'Ukrainien Serhiy Honchar s'empare du maillot rose de leader du classement général.

- Hockey sur glace, championnat du monde :
  - Groupe E : Canada 11-0 Lettonie;
  - Groupe F : Russie 6-0 Ukraine.

## Vendredi12 mai
- Natation: Laure Manaudou établit un nouveau record du 400 mètres nage libre en 4 min 03 s 03, record détenu depuis 18 ans par Janet Evans.

- Hockey sur glace, championnat du monde :
  - Groupe E : République tchèque 3-1 Norvège ;
  - Groupe E : Finlande 4-0 États-Unis;
  - Groupe F : Suisse 2-2 Slovaquie ;
  - Groupe F : Suède 4-1 Biélorussie.

## Samedi13 mai
- Football, Cup : Liverpool remporte sa septième Cup en battant West Ham United Football Club aux tirs au but, le score final étant de 3 partout.

- Hockey sur glace, championnat du monde :
  - Groupe E : États-Unis 4-2 Lettonie ;
  - Groupe F : Biélorussie 9-1 Ukraine.

## Dimanche14 mai
- Automobile, Grand Prix automobile d'Espagne de Formule 1 : l'Espagnol Fernando Alonso remporte son troisième grand prix de la saison devant l'Allemand Michael Schumacher.

- Moto, Grand Prix de Chine : victoire de l'Espagnol Daniel Pedrosa sur Honda en Moto GP. En 250 cm3, victoire de l'Espagnol Hector Barbera sur Aprilia et en 125 cm3 victoire du Finlandais Mika Kallio.

- Football, Championnat d'Italie: la Juventus, en remportant le dernier match de la saison, conserve son titre devançant le Milan AC.

- Handball: ligue des champions: les Danoises de Viborg remportent la finale aller par 24 à 22 devant les Slovènes de Ljubljana.

- Tennis, Masters de Rome : l'Espagnol Rafael Nadal bat en finale le Suisse Roger Federer par 6-7, 7-6, 6-4, 2-6 7-6. Il égalise ainsi avec 53 victoires le record de victoires consécutives sur terre battue détenu par Guillermo Vilas.

- Hockey sur glace, championnat du monde :
  - Groupe E : Norvège 0-3 Finlande ;
  - Groupe E : Canada 4-6 République tchèque;
  - Groupe F : Russie 6-3 Suisse ;
  - Groupe F : Slovaquie 5-2 Suède.

## Lundi15 mai
- Football : le milieu de terrain allemand Michael Ballack rejoint Chelsea pour trois ans.

- Hockey sur glace, championnat du monde :
  - Groupe E : Finlande 2-4 Canada ;
  - Groupe F : Suède 3-3 Russie.

## Mardi16 mai
- Hockey sur glace, championnat du monde :
  - Groupe E : République tchèque 1-3 États-Unis;
  - Groupe E : Lettonie 4-2 Norvège;
  - Groupe F : Suisse 0-8 Slovaquie.

## Mercredi17 mai
- Football, finale de la Ligue des champions de l'UEFA : le FC Barcelone remporte sa deuxième Ligue des champions en l'emportant face aux Gunners d'Arsenal sur le score de 2 à 1. Samuel Eto'o (76e) puis Juliano Haus Belletti (80e) ont répondu à Sol Campbell qui avait ouvert la marque dès la 37e minute.

- Athlétisme: le record du monde de Justin Gatlin est rectifié de 9 s 76 à 9 s 77. Le temps réel, 9 s 766 avait été arrondi à 9 s 76, alors que la règle de l'IAAF stipule que tout temps doit être arrondi au centième supérieur. Gatlin partage donc le record du monde avec Asafa Powell.

- Hockey sur glace, quarts de finale du championnat du monde :
  - Suède 6-0 États-Unis;
  - Canada 4-1 Slovaquie.

## Jeudi18 mai
- Hockey sur glace, quarts de finale du championnat du monde :
  - Russie 3-4 République tchèque;
  - Finlande 3-0 Biélorussie.

## Samedi20 mai
- Rugby à XV, coupe d'Europe: le Munster remporte sa première coupe d'Europe après deux finales perdues en battant le Biarritz olympique par 23 à 19 au Millennium Stadium de Cardiff.

- Hockey sur glace, demi-finales du championnat du monde :
  - Suède 5-4 Canada;
  - République tchèque 3-1 Finlande.

- Handball, ligue des champions: les Danoises de Viborg remportent leur premier titre de Ligue des champions malgré leur défaite à domicile 20 à 21 face aux Slovènes de Ljubljana. Viborg avait remporté le match aller par 24 à 22.

## Dimanche21 mai
- Sport automobile, Rallye de Sardaigne : le Français Sébastien Loeb remporte sa cinquième manche consécutive du Championnat du monde des rallyes 2006. Son adversaire Marcus Grönholm a de nouveau abandonné victime d'une pierre qui a sectionné son carter d'huile.

- Sport automobile, Champcar : le Français Sébastien Bourdais remporte à Monterrey au Mexique sa troisième course de la saison en trois courses.

- vitesse Moto, Grand Prix de France : Honda réalise le triplé sur le circuit du Mans avec les victoires de Marco Mélandri en Moto GP, du Japonais Yuki Takahashi en 250 cm3 et du Suisse Thomas Lüthi en 125 cm3.

- Tennis, Masters de Rome : Martina Hingis remporte son premier titre depuis son retour à la compétition en battant la Russe Dinara Safina par 6-2, 7-5.

- Hockey sur glace, championnat du monde : victoire finale de la Suède en battant la République tchèque par 4 à 0. La Suède réalise ainsi le doublé titre olympique, titre mondial la même année.

- Baseball : les Barracudas de Montpellier remportent le Challenge de France 2006, devant les Lions de Savigny-sur-Orge. Cette victoire leur permettra de jouer la Coupe d'Europe des vainqueurs de Coupe en 2007.

## Samedi27 mai
- Rugby à XV, Super 14 : les Crusaders remportent la première édition du Super 14, compétition opposant des provinces d'Afrique du Sud, d'Australie et de Nouvelle-Zélande et qui fait suite au Super 12. Ils battent en finale les Hurricanes, autre équipe néo-zélandaise, par 19 à 12.

- Rugby à XV Championnat d'Angleterre : le club de Sale, entraîné par le Français Philippe Saint-André, bat en finale Leicester par 45 à 20.

## Dimanche28 mai
- Sport automobile, Grand Prix de Monaco de Formule 1 : l'Espagnol Fernando Alonso remporte son premier grand prix de Monaco devant Juan Pablo Montoya et David Coulthard.

- Sport automobile, IndyCar : Sam Hornish Jr remporte les 500 miles d'Indianapolis en soufflant la victoire au jeune Marco Andretti dans les tout derniers mètres.

- Cyclisme, Tour d'Italie : victoire finale de l'Italien Ivan Basso devant l'Espagnol José Enrique Gutiérrez et son compatriote Gilberto Simoni.

## Mercredi31 mai
- Football : l'attaquant ukrainien du Milan AC, Andriy Shevchenko, signe un contrat de quatre ans avec Chelsea pour la somme de 42 millions d'euros.

## Principaux rendez-vous sportifs du mois de mai 2006
- 5 au 21 mai : hockey sur glace, championnats du monde à Rīga
- 6 au 25 mai : cyclisme sur route, Tour d'Italie
- 6 mai : football, dernière journée du Championnat de Belgique de football
- 7 mai : football, dernière journée du Championnat d'Angleterre de football
- 7 mai : football, dernière journée du Championnat du Portugal de football
- 7 mai : Formule 1, Grand Prix d'Europe
- 10 mai : football, finale de la Coupe UEFA au Philips Stadion d'Eindhoven aux Pays-Bas
- 13 mai : football, finale de la FA Challenge Cup
- 13 mai : football, dernière journée du championnat de France de football
- 13 mai : football, dernière journée du Championnat d'Allemagne de football
- 14 mai : football, dernière journée du Championnat d'Espagne de football
- 14 mai : football, dernière journée du Championnat d'Italie de football
- 14 mai : Formule 1, Grand Prix d'Espagne
- 14 mai : Moto (vitesse), Grand Prix de Chine
- 15 au 21 mai : cyclisme sur route, Tour de Catalogne
- 17 mai : football, finale de la Ligue des champions au Stade de France à Paris-Saint-Denis
- 18 au 21 mai : rallye, Rallye de Sardaigne
- 20 mai : rugby à XV, finale de la Coupe d'Europe
- 21 mai : Moto (vitesse), Grand Prix de France
- 25 au 31 mai : football, phases finales du Championnat d'Europe espoirs de football
- 28 mai : Formule 1, Grand Prix de Monaco
- 28 mai au 11 juin : Tennis, Internationaux de France de tennis